# Belle-Isle-en-Terre
Belle-Isle-en-Terre (bretonska: Benac'h) är en kommun i departementet Côtes-d'Armor i regionen Bretagne i nordvästra Frankrike. Kommunen ligger i kantonen Belle-Isle-en-Terre som tillhör arrondissementet Guingamp. År 2022 hade Belle-Isle-en-Terre 1 031 invånare.

## Befolkningsutveckling
Antalet invånare i kommunen Belle-Isle-en-Terre
Referens:INSEE